# Ташлиев, Какаджан Ташлиевич
Какаджан Ташлиевич Ташлиев (туркм. Kakajan Taşliýew) — туркменский государственный деятель.

## Биография
Родился в 1952 году в селе Мулк-Аманша Векиль-Базарского района Марыйской области Туркменской ССР.
В 1974 году окончил Туркменский политехнический институт.
После окончания института с 1974 до 1984 года прошел путь от мастера СМУ до начальника управления треста «Шатлыкгазстрой».
1984—1994 — работал в Ашхабадском тресте крупнопанельного домостроения, Ашхабадском проектно-промышленно-строительном объединении. В 1994—1995 годах — начальник ПО «Аркачгурлушык». В 1995 году назначен заместителем министра промышленности строительных материалов, заместителем хякима г. Ашхабада.
15.09.1995 — 22.11.1996 — министр промышленности строительных материалов Туркменистана.
07.07.1997 — 23.11.2001 — хяким Ахалского велаята
Назначен заместителем исполнительного директора Международного Фонда Сапармурада Туркменбаши.
? — 03.10.2002 — заместитель исполнительного директора Международного фонда Сапармурада Туркменбаши.

## После отставки
Впоследствии выступил соучредителем строительного Хозяйственного общества «Altyn Nesil», в котором занял должность ведущего инженера. Контролирует еще несколько строительных компаний. Проживает в Ашхабаде.

## Награды и звания
- Юбилейная медаль «25-летие Независимости Туркменистана» (23.10.2016)

## Семья
Женат, имеет семерых детей.
- Жена - Акджагул Ташлиева
- Дочь - Тылла Кулиева
- Дочь - Дженнет Есенова
- Дочь — Джерен Сахатова
- Дочь — Чемен Аннаева
- Сын — Шамухаммед Ташлиев — бизнесмен, соучредитель,директор ХО «Altyn Nesil», член сборной Туркменистана по бильярду (2017).
- Дочь - Алтын Багиева
- Сын - Нурмухаммед Ташлиев - соучредитель ХО «Altyn».